# La Haba
La Haba é um município da Espanha na comarca das Vegas Altas, província de Badajoz, comunidade autónoma da Estremadura, de área 86,6 km². Em 2021 tinha 1 206 habitantes (densidade: 13,9 hab./km²).

## Demografia
| Variação demográfica do município entre 1991 e 2004 [carece de fontes?] | Variação demográfica do município entre 1991 e 2004 [carece de fontes?] | Variação demográfica do município entre 1991 e 2004 [carece de fontes?] | Variação demográfica do município entre 1991 e 2004 [carece de fontes?] |
| ----------------------------------------------------------------------- | ----------------------------------------------------------------------- | ----------------------------------------------------------------------- | ----------------------------------------------------------------------- |
| 1991                                                                    | 1996                                                                    | 2001                                                                    | 2004                                                                    |
| 1625                                                                    | 1491                                                                    | 1449                                                                    | 1451                                                                    |